# Galikonda
Galikonda (o Galiparrat, Muntanyes Ventoses) és una serralada de muntanyes a Andhra Pradesh principalment al districte de Vizagapatam. El seu pic més alt arriba 1657 metres i el que el segueix 1638 metres.
Els britànics hi van establir un centre sanitari que van anomenar Harris Valley, però el lloc era poc saludable i finalment fou abandonat. La terra és propietat del raja de Vizianagaram.

## Refetència
Hunter, Sir William Wilson. The Imperial Gazetteer of India (en anglès).  Londres: Trübner & co., 1885.